# Con rispetto parlando
Con rispetto parlando è un film italiano del 1965 diretto da Marcello Ciorciolini, al suo esordio da regista.

## Trama
Un'attrice di fotoromanzi torna al paese per assistere ai funerali dello zio, che era il sindaco. Durante la cerimonia lei si accorge che i presenti – soprattutto il fratello, più interessato a prenderne il posto – utilizzano spudoratamente l'occasione per curare i propri interessi personali, e in breve tempo la commemorazione si trasforma in una sorta di campagna elettorale per accaparrarsi la poltrona lasciata vuota. Alla tumulazione assisteranno soltanto due persone: una figlia non riconosciuta e un ladruncolo da lui difeso in un'occasione e perciò riconoscente nei suoi confronti.

## Colonna sonora
La colonna sonora del film comprende la canzone La giostra della vita, di Ciorciolini e Ortolani, cantata da Katyna Ranieri, che fu pubblicata in un 45 giri della MGM Records con, sul retro, la versione strumentale del brano. In diverse scene, inoltre, si ascolta l'inizio del brano Sei diventata nera dei Los Marcellos Ferial.

## Distribuzione
Il film ottenne il visto di censura n. 45.497 dell'11 agosto 1965, per una lunghezza di 2.636 metri, a condizione del taglio di due scene e della modifica di dieci battute di dialogo. La prima proiezione avvenne il 14 agosto 1965.